# Seongdong-gu
Seongdong-gu (hangul: 성동구)   är ett av de 25 stadsdistrikten (gu) i Sydkoreas huvudstad Seoul.
Seongdong ligger på den norra sidan av Hanfloden. 

## Administrativ indelning
Distriktet är indelat i 17 administrativa stadsdelar (dong):
Eungbong-dong,
Geumho 1-ga-dong,
Geumho 2.3-ga-dong,
Geumho 4-ga-dong,
Haengdang 1-dong,
Haengdang 2-dong,
Majang-dong,
Oksu-dong,
Sageun-dong,
Seongsu 1-ga 1-dong,
Seongsu 1-ga 2-dong,
Seongsu 2-ga 1-dong,
Seongsu 2-ga 3-dong,
Songjeong-dong,
Wangsimni 2-dong,
Wangsimnidoseon-dong och
Yongdap-dong.